# 第17回全米映画俳優組合賞
17th SAG Awards

2011年1月30日
キャスト賞 - 映画: 

英国王のスピーチ
キャスト賞 - ドラマ・シリーズ: 

ボードウォーク・エンパイア 欲望の街

キャスト賞 - コメディ・シリーズ: 

モダン・ファミリー
第17回全米映画俳優組合賞は、2010年の映画及びテレビ番組で活躍した俳優に贈られる賞である。セレモニーは2011年1月30日にカリフォルニア州ロサンゼルスのシュライン・オーディトリアムで行われ、TNTとTBSによって放送された。
候補者は2010年12月16日にロザリオ・ドーソンとアンジー・ハーモンによって発表された。

## 候補者及び受賞者一覧

### 生涯功労賞
- アーネスト・ボーグナイン

### 映画

#### 主演男優賞
- コリン・ファース - 『英国王のスピーチ』
  - ジェフ・ブリッジス - 『トゥルー・グリット』
  - ロバート・デュヴァル - Get Low
  - ジェシー・アイゼンバーグ - 『ソーシャル・ネットワーク』
  - ジェームズ・フランコ - 『127時間』

#### 主演女優賞
- ナタリー・ポートマン - 『ブラック・スワン』
  - アネット・ベニング - 『キッズ・オールライト』
  - ニコール・キッドマン - 『ラビット・ホール』
  - ジェニファー・ローレンス - 『ウィンターズ・ボーン』
  - ヒラリー・スワンク - 『ディア・ブラザー』

#### 助演男優賞
- クリスチャン・ベール – 『ザ・ファイター』
  - ジョン・ホークス – 『ウィンターズ・ボーン』
  - ジェレミー・レナー - 『ザ・タウン』
  - マーク・ラファロ - 『キッズ・オールライト』
  - ジェフリー・ラッシュ - 『英国王のスピーチ』

#### 助演女優賞
- メリッサ・レオ – 『ザ・ファイター』
  - エイミー・アダムス – 『ザ・ファイター』
  - ヘレナ・ボナム＝カーター - 『英国王のスピーチ』
  - ミラ・クニス - 『ブラック・スワン』
  - ヘイリー・スタインフェルド – 『トゥルー・グリット』

#### キャスト賞
- 『英国王のスピーチ』
アンソニー・アンドリュース、クレア・ブルーム、ヘレナ・ボナム＝カーター、ジェニファー・イーリー、コリン・ファース、マイケル・ガンボン、デレク・ジャコビ、ガイ・ピアース、ジェフリー・ラッシュ、ティモシー・スポール
  - 『ブラック・スワン』
ヴァンサン・カッセル、バーバラ・ハーシー、ミラ・クニス、ナタリー・ポートマン、ウィノナ・ライダー
  - 『ザ・ファイター』
エイミー・アダムス、クリスチャン・ベール、メリッサ・レオ、ジャック・マクギー、マーク・ウォールバーグ
  - 『キッズ・オールライト』
アネット・ベニング、ジョシュ・ハッチャーソン、ジュリアン・ムーア、マーク・ラファロ、ミア・ワシコウスカ
  - 『ソーシャル・ネットワーク』
ジェシー・アイゼンバーグ、アンドリュー・ガーフィールド、アーミー・ハマー、ルーニー・マーラ、マックス・ミンゲラ、ブレンダ・ソング、ジャスティン・ティンバーレイク、ジョシュ・ペンス

#### スタント・アンサンブル賞
- 『インセプション』
  - 『グリーン・ゾーン』
  - 『ロビン・フッド』

### テレビ

#### 男優賞（テレビ映画・ミニシリーズ部門）
- アル・パチーノ – 『死を処方する男 ジャック・ケヴォーキアンの真実』
  - ジョン・グッドマン – 『死を処方する男 ジャック・ケヴォーキアンの真実』
  - デニス・クエイド – The Special Relationship
  - エドガー・ラミレス – 『コードネーム: カルロス 戦慄のテロリスト』
  - パトリック・スチュワート - Macbeth

#### 女優賞（テレビ映画・ミニシリーズ部門）
- クレア・デインズ - 『テンプル・グランディン 自閉症とともに』
  - キャサリン・オハラ - 『テンプル・グランディン 自閉症とともに』
  - ジュリア・オーモンド -『テンプル・グランディン 自閉症とともに』
  - ウィノナ・ライダー - When Love Is Not Enough: The Lois Wilson Story
  - スーザン・サランドン – 『死を処方する男 ジャック・ケヴォーキアンの真実』

#### 男優賞（ドラマシリーズ部門）
- スティーヴ・ブシェミ - 『ボードウォーク・エンパイア 欲望の街』
  - ブライアン・クランストン – 『ブレイキング・バッド』
  - マイケル・C・ホール – 『デクスター 警察官は殺人鬼』
  - ジョン・ハム – 『マッドメン』
  - ヒュー・ローリー – 『Dr.HOUSE』

#### 女優賞（ドラマシリーズ部門）
- ジュリアナ・マルグリーズ – 『グッド・ワイフ』
  - グレン・クローズ – 『ダメージ』
  - マリスカ・ハージティ – 『LAW & ORDER:性犯罪特捜班』
  - エリザベス・モス – 『マッドメン』
  - キーラ・セジウィック – 『クローザー』

#### 男優賞（コメディシリーズ部門）
- アレック・ボールドウィン – 『30 ROCK/サーティー・ロック』
  - タイ・バーレル -『モダン・ファミリー』
  - スティーヴ・カレル - 『ザ・オフィス』
  - クリス・コルファー - 『glee/グリー』
  - エド・オニール - 『モダン・ファミリー』

#### 女優賞（コメディシリーズ部門）
- ベティ・ホワイト - Hot in Cleveland
  - イーディ・ファルコ - 『ナース・ジャッキー』
  - ティナ・フェイ - 『30 ROCK/サーティー・ロック』
  - ジェーン・リンチ - 『glee/グリー』
  - ソフィア・ヴェルガラ - 『モダン・ファミリー』

#### アンサンブル賞（ドラマシリーズ部門）
- 『ボードウォーク・エンパイア 欲望の街』
スティーヴ・ブシェミ、マイケル・ピット、ケリー・マクドナルド、マイケル・シャノン、シア・ウィグハム、アレクサ・パラディノ、マイケル・スタールバーグ、スティーヴン・グレアム、ヴィンセント・ピアッツァ、パス・デ・ラ・ウエルタ、マイケル・ケネス・ウィリアムズ、グレッチェン・モル、ポール・スパークス、アンソニー・ラチューラ、ダブニー・コールマン
  - 『クローザー』
キーラ・セジウィック、J・K・シモンズ、コリー・レイノルズ、ロバート・ゴセット、G・W・ベイリー、アンソニー・ジョン・デニソン、マイケル・ポール・チャン、レイモンド・クルス、ジョン・テニー
  - 『デクスター 警察官は殺人鬼』
マイケル・C・ホール、ジュリー・ベンツ、ジェニファー・カーペンター、C・S・リー、ローレン・ヴェレス、デイヴィッド・ザヤス、ジェームズ・レマー
  - 『グッド・ワイフ』
ジュリアナ・マルグリーズ、ジョシュ・チャールズ、アーチー・パンジャビ、マット・ズークリー、クリスティーン・バランスキー、クリス・ノース、グレアム・フィリップス、アラン・カミング
  - 『マッドメン』
ジョン・ハム、エリザベス・モス、ヴィンセント・カーシーザー、ジャニュアリー・ジョーンズ、クリスティーナ・ヘンドリックス、ジャレッド・ハリス、アーロン・ステイトン、リッチ・ソマー、キーナン・シプカ、ロバート・モース、ジョン・スラッテリー、クリストファー・スタンリー

#### アンサンブル賞（コメディシリーズ部門）
- 『モダン・ファミリー』
エド・オニール、ソフィア・ヴェルガラ、ジュリー・ボーウェン、タイ・バーレル、ジェシー・タイラー・ファーガソン、エリック・ストーンストリート、サラ・ハイランド、リコ・ロドリゲス、アリエル・ウィンター、ノーラン・グールド
  - 『30 ROCK/サーティー・ロック』
ティナ・フェイ、トレイシー・モーガン、ジェーン・クラコウスキー、ジャック・マクブレイヤー、スコット・アツィット、ジュダ・フリードランダー、アレック・ボールドウィン
  - 『glee/グリー』
マックス・アドラー、ディアナ・アグロン、クリス・コルファー、ジェーン・リンチ、ジェイマ・メイズ、ケビン・マクヘイル、リア・ミシェル、コリー・モンティス、ヘザー・モリス、マシュー・モリソン、マイク・オマリー、コード・オーヴァーストリート、アンバー・ライリー、ナヤ・リヴェラ、マーク・サリング、ハリー・シャム・Jr.、イクバル・テバ、ジェナ・アシュコウィッツ
  - Hot in Cleveland
ヴァレリー・バーティネリ、ジェーン・リーヴス、ウェンディ・マリック、ベティ・ホワイト
  - 『ザ・オフィス』
レスリー・デヴィッド・ベイカー、ブライアン・バウムガートナー、クリード・ブラットン、スティーヴ・カレル、ジェンナ・フィッシャー、ケイト・フラナリー、エド・ヘルムズ、ミンディ・カリング、エリー・ケンパー、アンジェラ・キンゼイ、ジョン・クラシンスキー、ポール・リーベルシュタイン、B・J・ノヴァク、オスカー・ヌニェス、クレイグ・ロビンソン、フィリス・スミス、レイン・ウィルソン、ザック・ウッズ

#### スタント・アンサンブル賞（テレビ）
- 『トゥルーブラッド』
  - 『バーン・ノーティス 元スパイの逆襲』
  - 『CSI:ニューヨーク』
  - 『デクスター 警察官は殺人鬼』
  - 『サウスランド』

### メモリアル
| - ジル・クレイバーグ - レスリー・ニールセン - リン・レッドグレイヴ - ロバート・カルプ - グロリア・スチュアート - ケヴィン・マッカーシー - ジョン・フォーサイス - アン・フランシス - パーネル・ロバーツ | - ハロルド・グールド - デヴィッド・ネルソン - フランシス・レイド - ラリー・キース - パトリシア・ニール - ダニー・アイエロ3世 - ジューン・ハヴォック - ジェームズ・マッカーサー - バーバラ・ビリングスレー | - ゲーリー・コールマン - ルー・マクラナハン - ゼルダ・ルビンスタイン - フレッド・フォイ - ジャネット・マクラクラン - フェス・パーカー - レナ・ホーン - ピーター・ハスケル - ピーター・グレイブス | - ディキシー・カーター - トム・ボズリ - キャスリン・グレイソン - ピート・ポスルスウェイト - スティーヴ・ランデスバーグ - エディ・フィッシャー - トニー・カーティス - ジーン・シモンズ - デニス・ホッパー |